# Bruno Uvini
Bruno Uvini Bortolança (Capivari, São Paulo, Brasil, 3 de junio de 1991) es un futbolista brasileño con pasaporte italiano. Juega de defensa en el E. C. Vitória del Brasileirão.

## Trayectoria
En 2007 se incorporó a las categorías inferiores del São Paulo, debutando con el primer equipo el 29 de septiembre de 2010 frente al Grêmio de Porto Alegre. El 15 de febrero de 2012 viajó a Inglaterra para realizar una prueba con el Tottenham, tomando parte en los entrenamientos y los partidos amistosos del primer equipo, pero al final de la temporada volvió a Brasil.
El 30 de agosto fichó por el Napoli italiano, firmando un contrato hasta 2017. Debutó con la camiseta azzurra el 6 de diciembre, en el partido de la Liga Europea contra el PSV Eindhoven. El 31 de enero de 2013 fue cedido a préstamo al Siena, para luego regresar al Napoli en junio. En la temporada 2013/14 jugó un solo partido, reemplazando al lesionado Mesto contra el Catania. El 30 de marzo de 2014 regresó a Brasil, para jugar en el Santos en calidad de cedido hasta el 31 de diciembre; aquí totalizó 14 partidos y 2 goles. El 13 de julio de 2015 pasó al Twente neerlandés bajo la modalidad de cesión con opción de compra. En Holanda totalizó 34 presencias y dos tantos.
El 8 de agosto de 2016 fichó por el Al-Nassr de Liga Profesional Saudí.

## Selección nacional
Ha jugado varios partidos por las categorías inferiores de la selección de Brasil, ganando el Campeonato Sudamericano Sub-20 de 2011 y la Copa Mundial de Fútbol Sub-20 de 2011 como capitán de la verdeamarela.
El 26 de mayo de 2012 hizo su debut con la selección absoluta, en un amistoso de visitante contra Dinamarca (1-3). En el verano de 2012 compitió en los Juegos Olímpicos de Londres, totalizando una presencia ante Corea del Sur.

## Clubes
| Club                             | País           | Año       | Partidos | Goles |
| -------------------------------- | -------------- | --------- | -------- | ----- |
| São Paulo F. C.                  | Brasil         | 2010-2012 | 9        | 0     |
| Tottenham Hotspur F. C. (cedido) | Inglaterra     | 2012      | 0        | 0     |
| S. S. C. Napoli                  | Italia         | 2012-2013 | 1        | 0     |
| A. C. Siena (cedido)             | Italia         | 2012-2013 | 0        | 0     |
| S. S. C. Napoli                  | Italia         | 2013-2014 | 1        | 0     |
| Santos F. C. (cedido)            | Brasil         | 2014      | 14       | 2     |
| F. C. Twente (cedido)            | Países Bajos   | 2015-2016 | 34       | 2     |
| Al-Nassr A. S. C. C.             | Arabia Saudita | 2016-2019 | 78       | 5     |
| Al-Wakrah S. C.                  | Catar          | 2019-2020 | 12       | 1     |
| Al-Ittihad                       | Arabia Saudita | 2020      | 17       | 1     |
| F. C. Tokyo                      | Japón          | 2021-2022 | 8        | 1     |
| Grêmio F. B. P. A.               | Brasil         | 2023-2024 | 36       | 2     |
| E. C. Vitória                    | Brasil         | 2024-     |          |       |

## Palmarés

### Copas internacionales
| Título                         | Equipo (*) | País     | Año  |
| ------------------------------ | ---------- | -------- | ---- |
| Copa Sendai                    | Brasil     | Japón    | 2010 |
| Campeonato Sudamericano Sub-20 | Brasil     | Perú     | 2011 |
| Copa Mundial de Fútbol Sub-20  | Brasil     | Colombia | 2011 |

(*) Incluyendo la selección